# راجر کولیوت
راجر کولیوت (انگلیسی: Roger Colliot; ۲ سپتامبر ۱۹۲۵ – ۲۷ ژوئیهٔ ۲۰۰۴) بازیکن فوتبال اهل فرانسه بود.